# Gens Publícia
La Gens Publícia (Publicia) va ser una gens romana d'origen plebeu.
El nom apareix com Publicius en monedes i als Fasti Capitolini. Va augmentar la seva importància entre la primera i la Segona Guerra Púnica i el 232 aC Marc Publici Mal·leol va obtenir el consolat. Estava dividida en dues branques, els Mal·leol i els Bíbul.
Membres de la família, entre d'altres van ser:
- Gai Publici Bíbul, tribú de la plebs el 209 aC.
- Publici (tribú), tribú de la plebs

A l'època imperial s'esmenta algun Publici, entre ells el següent, que no és segur que fos membre de la família:
- Publici Cert, advocat romà.